# 2008 في الفلبين
فيما يلي قوائم الأحداث التي وقعت خلال عام 2008 في الفلبين.

## سياسة

### تعيين في المنصب
- 17 نوفمبر – خوان بونس إنريل رئيس مجلس الشيوخ في الفلبين [الإنجليزية]‏.

### انتهاء فترة المنصب
- 17 نوفمبر – ماني فيلار رئيس مجلس الشيوخ في الفلبين [الإنجليزية]‏.

## برامج ومسلسلات وأنمي
- كابتن فلامنجو

## وفيات

### يناير
- 2 يناير – برايس ماك (مواليد 1917) فنان أمريكي.

### فبراير
- 4 فبراير – لاري كروز (مواليد 1941) صحفي فلبيني.
- 9 فبراير – أندريس فرانكو (مواليد 1925) منافِس أوليمبي فلبيني.

### أبريل
- 16 أبريل – لوسيا كونانان (مواليد 1927) طاهية فلبينية.

### يونيو
- 7 يونيو – رودي فرنانديز (مواليد 1953)

### يوليو
- 16 يوليو – غيلبرت بيريز (مواليد 1959) مخرج أفلام فلبيني.

### سبتمبر
- 20 سبتمبر – ويليام فوكس (مواليد 1911)

### ديسمبر
- 5 ديسمبر – مانويل يان (مواليد 1920)
- 23 ديسمبر – نارسيسو برناردو (مواليد 1937) لاعب كرة سلة فلبيني.